# Banu l-Rand
Els Banu r-Rand foren una dinastia musulmana que va governar Gafsa del 1053/1054 al 1159 i vers 1170 a 1180.
La tribu maghrawa dels Banu Izmaratan vivia a la comarca de Nafzawa al sud de l'Ifríqiya. D'aquesta tribu es creu era l'emir Abd-Al·lah ibn Muhàmmad ibn ar-Rand, senyor-governador de Gafsa com a vassall dels zírides en el moment de la invasió hilàlida el 1053/1054, quan es va declarar independent i va aconseguir la submissió de Tozeur, Nafta, Takyus, al-Hamma i altres localitats de la Kashtiliya, fundant la dinastia Banu r-Rand.
Va morir el 1072/1073 i el va succeir el seu fill Abu Umar (o Abu Amr) al-Mutazz ibn Abd Allah que va ampliar els dominis paterns dominant Kamuda (Gamouda), Gafsa i tota la Kashtiliya estenent-se al nord fins a les regions de Sebiba, Kairuan i Sfax, amb centre i capital a la ciutat de Gafsa.
El 1120-1121 els Banu Sindjas, una tribu maghrawa rival, van assolar la rodalia de Gafsa i van assetjar la ciutat, sense èxit; després van recórrer el Bilad al-Djarid on foren atacats pel general zírida Muhammad ibn Abi l-Arab al servei de l'emir Alí ibn Yahya (1116-1121) i foren derrotats sent expulsats del Djarid i perdent el seu poder.
L'emirat va subsistir fins al 1159 quan fou ocupat pels almohades; les forces d'Abd al-Mumin ben Ali va entrar a Gafsa després d'un setge. L'autoritat almohade fou disputada per l'aventurer armeni Qaràqux, i pels mallorquins Banu Ghaniya. La dinastia enderrocada dels Banu l-Rand també resistia. A petició dels habitants de la ciutat, que van matar el governador almohade del qual estaven descontents, Ibn al-Muizz va restablir als Banu l-Rand. El Califa Abu Yakub Yusuf va venir des Marràqueix a assetjar la ciutat el 1180 i en va obtenir una efímera submissió, però aviat fou ocupada pels Banu Ghaniya. El califa almohade al-Mansur (1184-1198) la va haver d'assetjar amb un fort exèrcit el 583 de l'hègira (1187/1188) i fou conquerida i les fortificacions arrasades.